# Remigiuskirche (Mühlen)

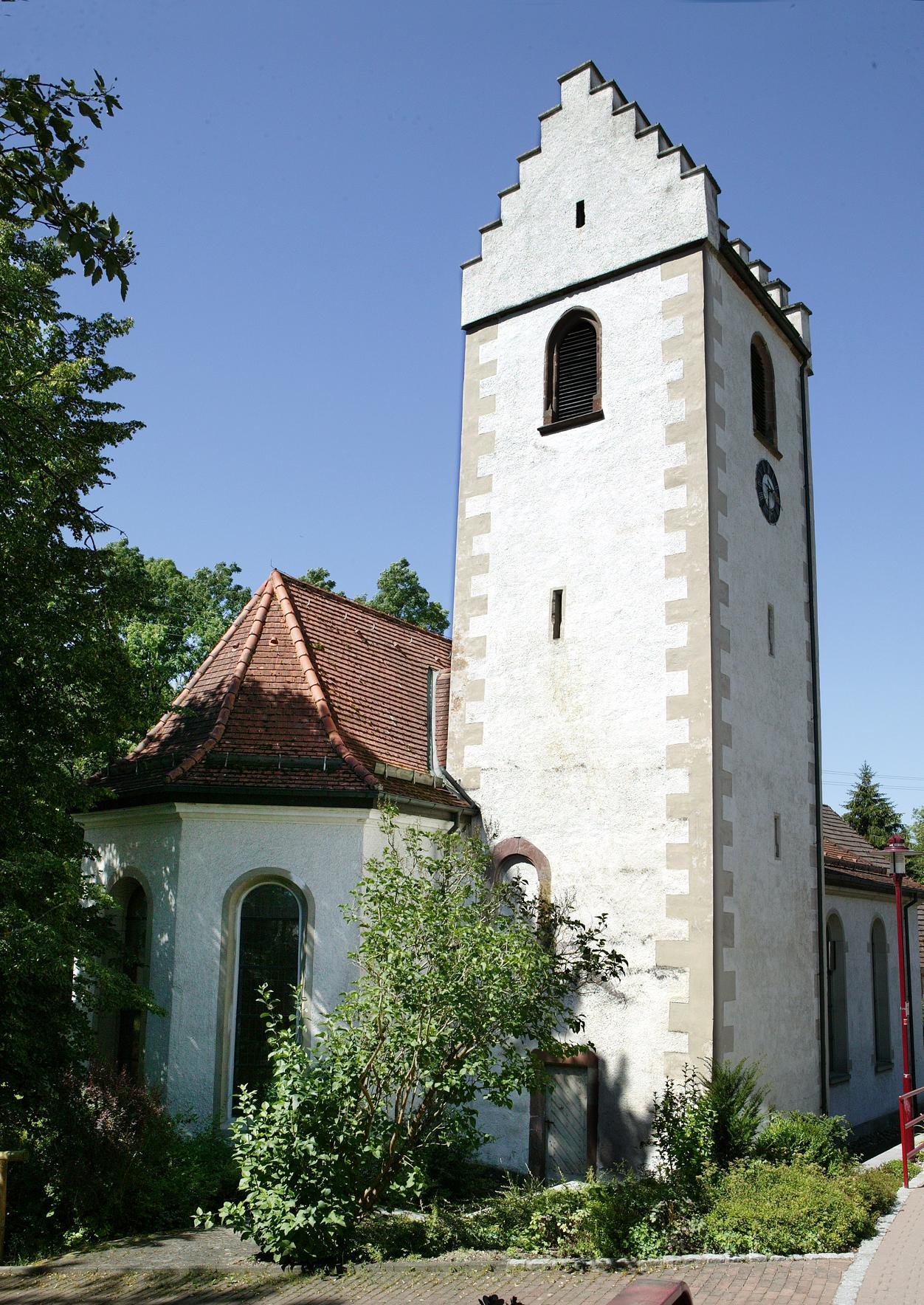
Remigiuskirche in Mühlen

Die evangelische Remigiuskirche steht in Mühlen, einem Ortsteil der Großen Kreisstadt Horb am Neckar im Landkreis Freudenstadt in Baden-Württemberg. Das Bauwerk ist beim Landesamt für Denkmalpflege Baden-Württemberg als Baudenkmal eingetragen. Die Kirchengemeinde gehört zum Kirchenbezirk Sulz am Neckar der Evangelischen Landeskirche in Württemberg.

## Beschreibung
Die im 15. Jahrhundert entstandene Saalkirche wurde 1891 nach einem Entwurf von Theophil Frey umgebaut. Sie besteht aus einem Langhaus, einem Anbau an dessen Nordseite, einem eingezogenen, dreiseitig geschlossenen Chor im Osten und einem spätgotischen Chorflankenturm an dessen Nordwand. Sein oberstes Geschoss beherbergt die Turmuhr und den Glockenstuhl. Darauf sitzt ein Satteldach zwischen Staffelgiebeln.